# 녹색서

『녹색서』(綠色書, 아랍어: الكتاب الأخضر 알키타브 알아흐다르 al-Kitāb al-Aḫḍar[*], 영어: The Green Book)는 리비아의 국가 원수 무아마르 카다피가 쓴 책으로 초판은 1975년에 나왔다. 자신의 민주주의에 관한 가치관과 정치 철학을 피력하고 있는 책이며 3개 세계 이론(Three Worlds Theory)을 참고하였다.
책은 총 3장(민주주의가 가지는 문제 해결: "인민의 권위", 경제 문제의 해결책: "사회주의", "세계 제3이론"(제3국제이론의 사회적 기초))으로 구성되어 있다. 제3국제이론(Third International Theory, Third Universal Theory)은 리비아 아랍 자마히리야 정권에서 펼쳐진 이론으로 카다피가 1970년대 초에 제창한 것이다.
부분적으로 이슬람 사회주의와 아랍 민족주의의 영향을 받은 이 이론은 자본주의가 결함이 있는 이데올로기라고 주장하고 제3세계 국가를 위해 자본주의와 공산주의를 대체하는 새로운 보편적인 체제를 제안하였다. 또한 제3국제이론의 철학적 기초의 대부분은 꾸란에 의거하고 있다.
이 책에서 카다피는 현대의 서구민주주의를 전면 부정하고 전인민이 출석하는 인민회의를 바탕으로 한 직접 민주제를 권장하였다. 리비아 아랍 자마히리야에서는 이에 따라 헌법, 의회, 정당, 원수 등을 폐지하고 인민회의가 정부의 직무를 맡고 있었다. 또한 헌법 대신 인민주권확립선언이 제정되어 이슬람교의 율법인 샤리아가 주요 법률의 원천이 된 바 있다.
리비아의 해외 반체제 인사들은 이러한 인민회의는 직접 민주주의의 무대가 아니라 군사 독재의 추인(追認)과 인민 억압의 장소가 되고 있다고 비난하였다.
녹색서의 한국어 번역판은 모래알이 고객 요청에 의한 주문형 인쇄(POD) 방식으로 2024년 6월 25일 재출간하였다. 아주 오랜만에 대중이 접할 수 있게 되었다.

## 같이 보기
- 루흐나마
- 마오 주석 어록(소홍서)
- 아랍 사회주의
- 이슬람 사회주의
- 자마히리야